# Jiangdong, Guangdong
Jiangdong är en köping i sydöstra  Kina. Den ligger i stadsdistriktet Chao'an i staden Chaozhou i provinsen Guangdong, omkring 350 kilometer öster om provinshuvudstaden Guangzhou. Antalet invånare är 69 672. Befolkningen består av 34 785 kvinnor och 34 887 män. Barn under 15 år utgör 19,0 %, vuxna 15-64 år 71 %, och äldre över 65 år 9,0 %.